# Nine (rapper)
Nine, pseudonimo di Derrick Keyes (New York, 19 settembre 1969), è un rapper statunitense.
È anche conosciuto come 9MM o Nine Double M. Conosciuto per il suo flow duro, e la voce particolare, Keyes ebbe successo nel tardo 1993 come ospite su Funkmaster Flex and the Ghetto Celebs' "Six Million Ways to Die".
Keyes originariamente registrò sotto lo pseudonimo 9MM (o Nine Double M) prima di cambiare il suo nome in Nine semplicemente. Disse, "Non volevo chiamarmi come una pistola." Il suo pseudonimo si riferisce al mese della sua data di nascita (19/9/1969), alla sua misura(americana) delle scarpe, e al suo numero fortunato.

## Carriera

### Musica
Inizia a rappare nel 1985 sotto lo pseudonimo di Ricochet, assieme a Tito Navedo fonda il duo Ricochet And Centipede, pubblicano il loro primo singolo Charlie Brown.
Nel 1986 ne entra a far parte un giovane Aston Taylor e il duo decide di cambiare nome e diventano i Deuceus Wild.
Tito Navedo lascia il gruppo nel 1988, rimangono Derrick e Aston Taylor.
Nel 1991 Aston Taylor si fa chiamare Funkmaster Flex e Derrick invece Nine Double M, pubblicano l'EP F.A.L.L.I.N. (And You Can't Get Up).
Più tardi Derrick decise di chiamarsi semplicemente Nine.
L'album di debutto di Nine, "Nine Livez", fu pubblicato dall'etichetta Profile Records, ora non più esistente. Prodotto da Rob Lewis e da Tony Stoute, l'album conteneva i singoli “Whutcha Want?” e “Any Emcee”.
Alcune parti del singolo di Nine “Whutcha Want?” furono inserite in alcune pubblicità della casa automobilistica americana Jeep. Le pubblicità utilizzarono la canzone “Steady Bounce” dal suo album Strickly For Da Breakdancers & Emceez.Secondo un'intervista condotta da HalftimeOnline.net, Jeep non aveva mai richiesto il permesso di utilizzare il singolo e Nine intraprese una battaglia legale.

### Altro
Nine recitò in un episodio della serie televisiva poliziesca New York Undercover (1997).

## Citazioni
Nas cita 9 Double M nella traccia "Where are They Now?" del suo album Hip Hop Is Dead. È anche citato in "Twinz (Deep Cover '98)" fdell'album di debutto di Big Pun chiamato Capital Punishment, dove Fat Joe dice "Boogie Down major like Nine" riferendosi al testo della canzone di Nine "Whutcha Want?"dove Nine si descrive come un "Boogie Down Bronx major".

## Vita privata
Keyes ha un figlio, James Keyes, che è anche un rapper sotto lo pseudonimo di Mr. Keyes.

## Discografia

### Album
| Titolo     | Album                                                                                    | Posizione nella chart | Posizione nella chart |
| Titolo     | Album                                                                                    | US                    | US R&B                |
| ---------- | ---------------------------------------------------------------------------------------- | --------------------- | --------------------- |
| Nine Livez | - Released: March 7, 1995 - Label: Profile - Format: CD, cassette, digital download, LP  | 90                    | 18                    |
| Cloud 9    | - Released: August 6, 1996 - Label: Profile - Format: CD, cassette, digital download, LP | —                     | 45                    |
| Quinine    | - Released: April 9, 2009 - Label: Smoke On - Format: CD, digital download               | —                     | —                     |

### Singoli
| Anno | Singolo         | Posizione nella chart | Posizione nella chart | Posizione nella chart | Album      |
| Anno | Singolo         | U.S. Hot 100          | U.S. R&B              | U.S. Rap              | Album      |
| ---- | --------------- | --------------------- | --------------------- | --------------------- | ---------- |
| 1995 | "Whutcha Want?" | 50                    | 32                    | 3                     | Nine Livez |
| 1995 | "Any Emcee"     | –                     | 90                    | 35                    | Nine Livez |
| 1996 | "Lyin' King"    | –                     | 82                    | 21                    | Cloud 9    |